# 자밀 워니
자밀 워니(1994년 1월 31일 ~ )는 한국프로농구 서울 SK 나이츠 소속 농구선수다. 2015년 KBL 드래프트에서 서울 SK 나이츠에 지명되었다.

## 학력
- 로젤가톨릭 고등학교